# Edoardo Mortara
Edoardo Mortara (Ginebra, Suiza; 12 de enero de 1987) es un piloto de automovilismo que posee la doble nacionalidad de Suiza e Italia, y disputa las carreras bajo ambas banderas. Fue campeón de la Fórmula 3 Euroseries en 2010 y dos veces vencedor del Gran Premio de Macao. Corrió desde 2011 hasta 2018 en el Deutsche Tourenwagen Masters con Audi y Mercedes, donde resultó subcampeón en 2016, cuarto en 2015, y quinto en 2012 y 2014.
Desde 2017-18 disputa la Fórmula E, resultando subcampeón y tercero en 2020-21 y 2021-22 respectivamente con ROKiT Venturi Racing. En 2024-25 compite con Mahindra Racing.

## Carrera

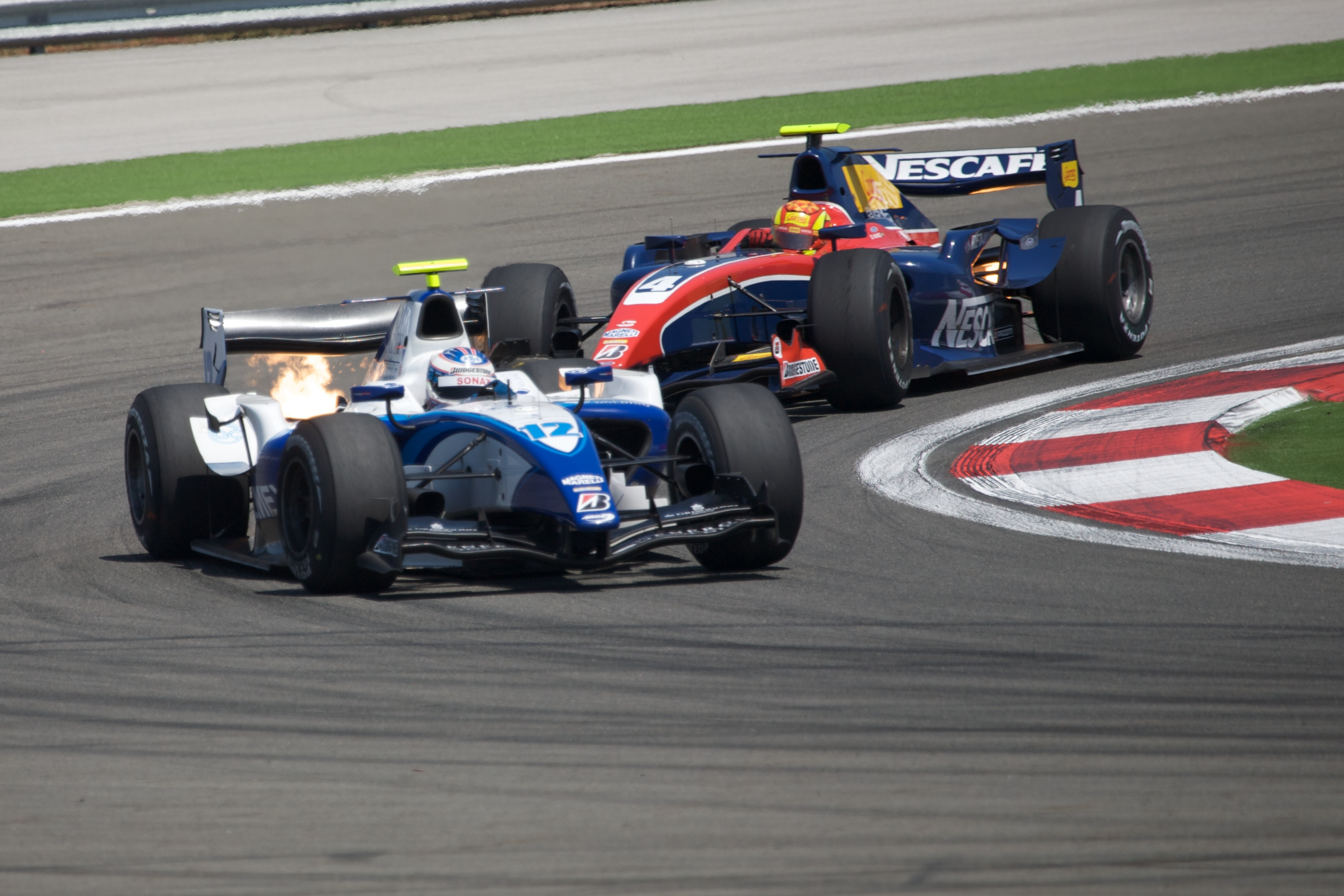
Mortara por delante de Diego Nunes en el Circuito de Estambul (2009)

En 2006 dio el salto a las carreras de monoplaza, a partir de Fórmula Renault se convierte en el mejor novato en Fórmula Renault italiana y también ganando experiencia en Eurocopa Fórmula Renault.
El mayor reto de su carrera fue en 2007, cuando se graduó a Fórmula 3 Euroseries, ganando 2 carreras en general en su camino hacia el título de novato. Dominó las primeras rondas de la temporada 2008 de Fórmula 3 Euroseries, terminando entre los cuatro primeros de las ocho primeras carreras del campeonato incluyendo una victoria en el Gran Premio de Pau para conducir por 15 puntos sobre sus rivales. Sin embargo, su recta final de temporada fue espectacular, anotando sólo 9,5 puntos en las doce últimas carreras. A pesar de ello, se las arregló para terminar segundo en el campeonato con sólo 2,5 puntos de ventaja sobre el tercer piloto Jules Bianchi.
Mortara se trasladó a GP2 Asia Series durante la temporada 2008-09, sustituyendo a Renger Van der Zande en el equipo Arden a partir de la tercera ronda. En su primera carrera, Mortara logró terminar tercero. Los primeros puntos por un coche Arden en el campeonato de esta temporada.
Continuó con Arden en la temporada 2009 de GP2 Series, anotando tres puntos en su debut en Barcelona, antes de la celebración de Romain Grosjean para ganar la carrera al sprint para pasar a segundo en el campeonato. Añadió nueve puntos más largo de la temporada, para finalizar en el decimocuarto en el campeonato.
Al final de la temporada 2009, Mortara regresó a Fórmula 3 para disputar el Gran Premio de Macao el cual ganó por delante de su compañero de Jean-Karl Vernay. Esto lo condujo a disputar la temporada 2010 de Fórmula 3 Euroseries, que ganó dominando, demostrando experiencia en ese campeonato.
Para la temporada 2011, Mortara entra en DTM con un Audi A4 antiguo del equipo Rosberg. Terminó el campeonato 9.º con 21 puntos, igualado en la general con Ralf Schumacher. Durante esa temporada logró terminar por dos veces en el podio. En 2012, ahora con el Audi A5 de última generación, logró dos victorias y quedó quinto en el clasificados final.

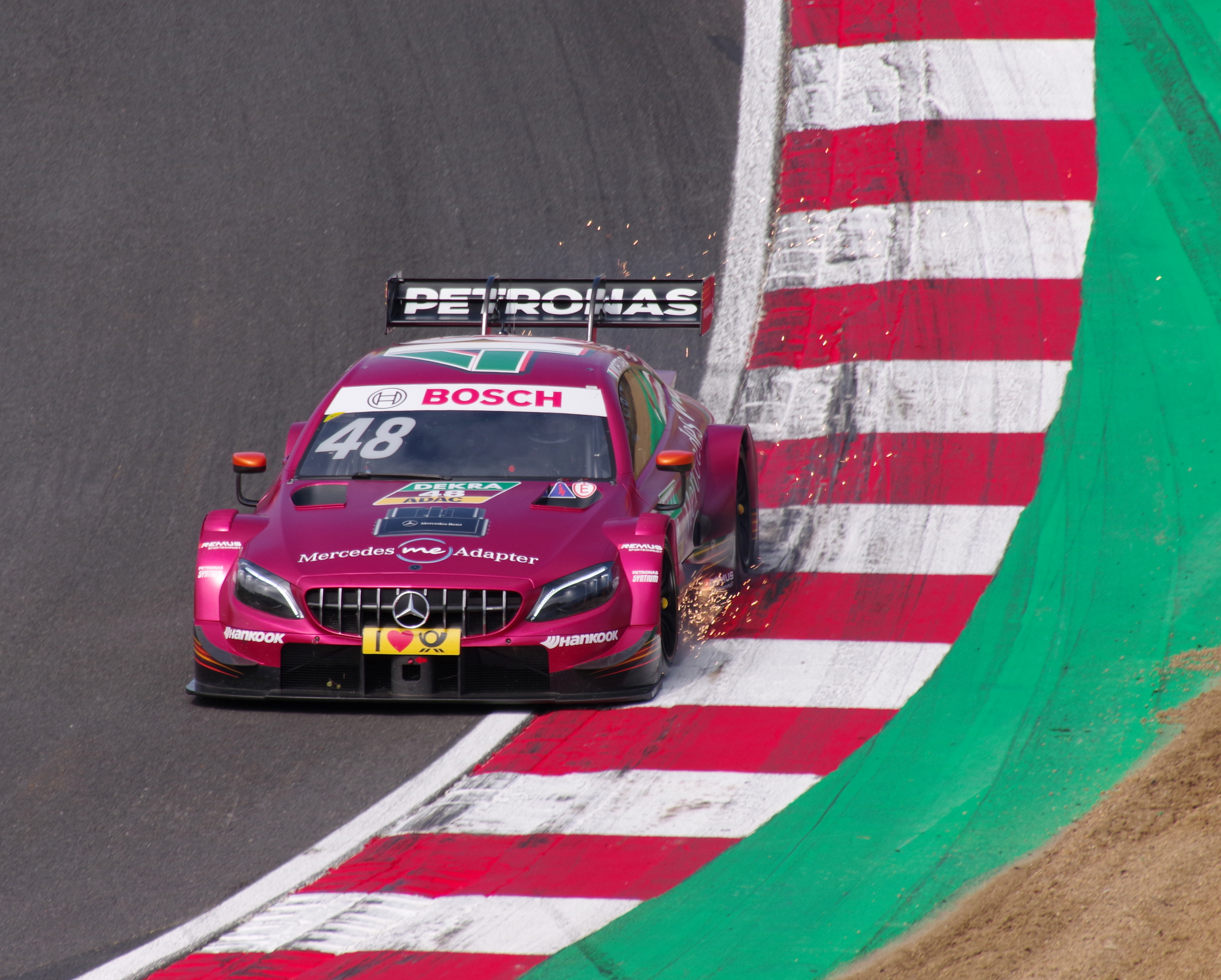
Edoardo Mortara en Brands Hatch 2018.

El italiano obtuvo solamente un noveno puesto y un décimo en DTM 2013, por lo que quedó relegado al 21..eɽ puesto de campeonato. Como contrapartida, obtuvo la victoria en la clase GT en las 24 Horas de Daytona con un Audi R8 de Alex Job, acompañado de Filipe Albuquerque, Oliver Jarvis y Dion von Moltke. Mortara pasó al equipo Abt para la temporada 2014 del DTM, siguiendo con la marca Audi. Logró dos terceros puestos y tres cuartos, lo que le permitió alcanzar la quinta posición final.
En 2015, Mortara obtuvo una victoria, seis podios y diez resultados puntuables en 18 carreras, por lo que finalizó cuarto en el campeonato. Al año siguiente obtuvo cinco triunfos y tres terceros puestos, sin embargo resultó subcampeón por detrás de Marco Wittmann.
Para la temporada 2017-18 ficha por el equipo Venturi Formula E Team donde disputó su primera temporada en Fórmula E. Ese año pasó a la marca Mercedes del campeonato alemán, subiendo una vez al podio.
En 2018 ganó dos carreras en DTM en cinco podios, quedando 5.º en el torneo. Logró su primera y única victoria en la Fórmula E en el Hong Kong ePrix de 2019.

## Resumen de carrera
| Temporada | Categoría                                              | Equipo                                     | Carreras     | Victorias    | Poles        | VR           | Puntos       | Pos.         |              |
| --------- | ------------------------------------------------------ | ------------------------------------------ | ------------ | ------------ | ------------ | ------------ | ------------ | ------------ | ------------ |
| 2006      | Eurocopa de Fórmula Renault 2.0                        | Prema Powerteam                            | 14           | 0            | 0            | 0            | 8            | 21.º         |              |
| 2006      | Fórmula Renault 2.0 Italia                             | Prema Powerteam                            | 15           | 0            | 0            | 1            | 144          | 4.º          |              |
| 2007      | Fórmula 3 Euroseries                                   | Signature-Plus                             | 20           | 2            | 0            | 1            | 37           | 8.º          |              |
| 2008      | Fórmula 3 Euroseries                                   | Signature-Plus                             | 20           | 1            | 0            | 0            | 49.5         | 2.º          |              |
| 2008      | Gran Premio de Macao                                   | Signature-Plus                             | 2            | 1            | 1            | 0            | N/A          | 2.º          |              |
| 2008–09   | GP2 Asia Series                                        | Trust Team Arden                           | 8            | 0            | 0            | 0            | 11           | 11.º         |              |
| 2009      | GP2 Series                                             | Telmex Arden International                 | 20           | 1            | 0            | 2            | 19           | 14.º         |              |
| 2009      | Fórmula Renault 3.5 Series                             | Tech 1 Racing                              | 2            | 0            | 0            | 0            | 6            | 24.º         |              |
| 2009      | Fórmula Renault 3.5 Series                             | KMP Group/SG Formula                       | 2            | 0            | 0            | 0            | 6            | 24.º         |              |
| 2009      | Fórmula 3 Euroseries                                   | Kolles & Heinz Union                       | 2            | 0            | 0            | 0            | 0            | NC†          |              |
| 2009      | Gran Premio de Macao                                   | Signature                                  |              |              |              |              |              | 1.º          |              |
| 2010      | Fórmula 3 Euroseries                                   | Signature                                  | 18           | 7            | 5            | 6            | 101          | 1.º          |              |
| 2010      | Gran Premio de Macao                                   | Signature                                  |              |              |              |              |              | 1.º          |              |
| 2011      | Deutsche Tourenwagen Masters                           | Team Rosberg                               | 10           | 0            | 0            | 0            | 21           | 9.º          |              |
| 2011      | Copa Mundial de GT de la FIA                           | Audi R8 LMS                                |              |              |              |              |              | 1.º          |              |
| 2012      | Deutsche Tourenwagen Masters                           | Team Rosberg                               | 10           | 2            | 1            | 0            | 82           | 5.º          |              |
| 2012      | Copa Mundial de GT de la FIA                           | Audi R8 LMS                                |              |              |              |              |              | 1.º          |              |
| 2013      | Deutsche Tourenwagen Masters                           | Audi Sport Team Abt Sportsline             | 10           | 0            | 0            | 0            | 3            | 21.º         |              |
| 2013      | Audi R8 LMS Cup China                                  | Brothers Racing Team                       |              |              |              |              |              | 1.º          |              |
| 2013      | Copa Mundial de GT de la FIA                           | Brothers Racing Team                       |              |              |              |              |              | 1.º          |              |
| 2014      | Deutsche Tourenwagen Masters                           | Audi Sport Team Abt Sportsline             | 10           | 0            | 0            | 0            | 68           | 5.º          |              |
| 2014      | Copa Mundial de GT de la FIA                           | Audi Race Experience                       |              |              |              |              |              | 3.º          |              |
| 2015      | Deutsche Tourenwagen Masters                           | Audi Sport Team Abt Sportsline             | 18           | 1            | 1            | 2            | 143          | 4.º          |              |
| 2015      | Copa Mundial de GT de la FIA                           | Audi Sport Team Phoenix                    |              |              |              |              |              | 6.º          |              |
| 2016      | Deutsche Tourenwagen Masters                           | Audi Sport Team Abt Sportsline             | 18           | 5            | 2            | 3            | 202          | 2.º          |              |
| 2016      | Blancpain GT Series Endurance Cup                      | ISR                                        | 1            | 0            | 0            | 0            | 7            | 38.º         |              |
| 2016      | Copa Mundial de GT de la FIA                           | Audi Sport Team WRT                        |              |              |              |              |              | 13.º         |              |
| 2017      | Deutsche Tourenwagen Masters                           | Mercedes-AMG Motorsport BWT                | 18           | 0            | 0            | 0            | 61           | 14.º         |              |
| 2017      | Blancpain GT Series Endurance Cup                      | AKKA ASP                                   | 5            | 0            | 0            | 0            | 43           | 5.º          |              |
| 2017      | Intercontinental GT Challenge                          | AKKA ASP                                   | 1            | 0            | 0            | 0            | 15           | 9.º          |              |
| 2017      | Copa Mundial de GT de la FIA                           | Mercedes-AMG Team Driving Academy          |              |              |              |              |              | 1.º          |              |
| 2017-18   | Fórmula E                                              | Venturi Formula E Team                     | 9            | 0            | 0            | 0            | 29           | 13.º         |              |
| 2018      | Deutsche Tourenwagen Masters                           | SILBERPFEIL Energy Mercedes-AMG Motorsport | 20           | 2            | 1            | 0            | 140          | 6.º          |              |
| 2018      | Blancpain GT Series Endurance Cup                      | Mercedes-AMG Team MANN-FILTER              | 1            | 0            | 0            | 0            | 0            | NC           |              |
| 2018      | Intercontinental GT Challenge                          | Mercedes-AMG Team MANN-FILTER              | 1            | 0            | 0            | 0            | 8            | 21.º         |              |
| 2018      | Copa Mundial de GT de la FIA                           | Mercedes-AMG Team Driving Academy          |              |              |              |              |              | 3.º          |              |
| 2018-19   | Fórmula E                                              | Venturi Formula E Team                     | 13           | 1            | 0            | 0            | 52           | 14.º         |              |
| 2019      | Copa Mundial de GT de la FIA                           | Mercedes-AMG Team Craft Bamboo Racing      |              |              |              |              |              | 6.º          |              |
| 2019-20   | Fórmula E                                              | ROKiT Venturi Racing                       | 11           | 0            | 0            | 0            | 41           | 14.º         |              |
| 2020-21   | Fórmula E                                              | ROKiT Venturi Racing                       | 14           | 1            | 0            | 0            | 92           | 2.º          |              |
| 2021-22   | Fórmula E                                              | ROKiT Venturi Racing                       | 16           | 4            | 2            | 3            | 169          | 3.º          |              |
| 2022      | Copa de GT de Macao                                    | Audi Sport Asia Team Absolute              |              |              |              |              |              | 2.º          |              |
| 2022-23   | Fórmula E                                              | Maserati MSG Racing                        | 16           | 0            | 0            | 0            | 39           | 14.º         |              |
| 2023      | GT World Challenge Asia - GT3                          | Absolute Racing                            | 2            | 0            | 0            | 0            | 16           | 26.º         |              |
| 2023      | 24 Horas de Nürburgring - SP9                          | Mercedes-AMG Team Bilstein by HRT          |              |              |              |              |              | NC           |              |
| 2023      | Copa Mundial de GT de la FIA                           | Audi Sport Asia Team Absolute              |              |              |              |              |              | 2.º          |              |
| 2023      | The Super Series - GT3                                 | Absolute B-Quik Racing                     | 2            | 0            | 1            | 0            | N/A          | NC†          |              |
| 2023-24   | Fórmula E                                              | Mahindra Racing                            | 16           | 0            | 1            | 0            | 29           | 16.º         |              |
| 2024      | Campeonato Mundial de Resistencia de la FIA - Hypercar | Lamborghini Iron Lynx                      | 7            | 0            | 0            | 0            | 2            | 32.º         |              |
| 2024      | GT World Challenge Europe Endurance Cup                | Iron Lynx                                  | 1            | 0            | 0            | 0            | 0            | NC           |              |
| 2024      | Copa Mundial de GT de la FIA                           | SJM Theodore Vincenzo Sospiri Racing       |              |              |              |              |              | 7.º          |              |
| 2024-25   | Fórmula E                                              | Mahindra Racing                            | Disputándose | Disputándose | Disputándose | Disputándose | Disputándose | Disputándose | Disputándose |
| 2025      | IMSA SportsCar Championship - GTP                      | Automobili Lamborghini Squadra Corse       | Disputándose | Disputándose | Disputándose | Disputándose | Disputándose | Disputándose | Disputándose |
| Fuente:   |                                                        |                                            |              |              |              |              |              |              |              |

- † No apto para puntuar.

## Resultados

### GP2 Asia Series
(Clave) (negrita indica pole position) (cursiva indica vuelta rápida puntuable)

| Año     | Escudería        | 1   | 1   | 2   | 2   | 3    | 3    | 4   | 4   | 5   | 5   | 6    | 6    | Pos. | Puntos | Ref.  |
| ------- | ---------------- | --- | --- | --- | --- | ---- | ---- | --- | --- | --- | --- | ---- | ---- | ---- | ------ | ----- |
| 2008-09 | Arden Motorsport | SHA | SHA | DUB | DUB | SAK1 | SAK1 | LOS | LOS | KUA | KUA | SAK2 | SAK2 | 11.º | 11     | [ 7 ] |
| 2008-09 | Arden Motorsport |     |     |     |     | 3    | 8    | 7   | 4   | Ret | 17  | Ret  | 16   | 11.º | 11     | [ 7 ] |

### GP2 Series
(Clave) (negrita indica pole position) (cursiva indica vuelta rápida puntuable)

| Año  | Escudería                  | 1   | 1   | 2   | 2   | 3   | 3   | 4   | 4   | 5   | 5   | 6   | 6   | 7   | 7   | 8   | 8   | 9   | 9   | 10  | 10  | Pos. | Puntos | Ref.  |
| ---- | -------------------------- | --- | --- | --- | --- | --- | --- | --- | --- | --- | --- | --- | --- | --- | --- | --- | --- | --- | --- | --- | --- | ---- | ------ | ----- |
| 2009 | Telmex Arden International | BAR | BAR | MON | MON | EST | EST | SIL | SIL | NÜR | NÜR | BUD | BUD | VAL | VAL | SPA | SPA | MNZ | MNZ | ALG | ALG | 14.º | 19     | [ 8 ] |
| 2009 | Telmex Arden International | 6   | 1   | Ret | 13  | Ret | 9   | Ret | Ret | 17  | Ret | 12  | 14  | 6   | 12  | 8   | Ret | 5   | Ret | Ret | 8   | 14.º | 19     | [ 8 ] |

### Deutsche Tourenwagen Masters
(Clave) (negrita indica pole position) (cursiva indica vuelta rápida)

| Año     | Equipo                                     | Automóvil            | 1       | 2         | 3       | 4         | 5        | 6         | 7         | 8         | 9        | 10       | 11       | 12       | 13        | 14        | 15       | 16        | 17        | 18       | 19       | 20       | Pos. | Puntos |
| ------- | ------------------------------------------ | -------------------- | ------- | --------- | ------- | --------- | -------- | --------- | --------- | --------- | -------- | -------- | -------- | -------- | --------- | --------- | -------- | --------- | --------- | -------- | -------- | -------- | ---- | ------ |
| 2011    | Team Rosberg                               | Audi A4 DTM 2008     | HOC 14  | ZAN 6     | SPL 16  | LAU Ret   | NOR 5    | NÜR 7     | BRH 3     | OSC 3     | VAL 16   | HOC 13   |          |          |           |           |          |           |           |          |          |          | 9.º  | 21     |
| 2012    | Team Rosberg                               | Audi A5 DTM          | HOC 11  | LAU 8     | BRH 9   | SPL 1     | NOR Ret  | NÜR 2     | ZAN 1     | OSC Ret   | VAL 16†  | HOC 6    |          |          |           |           |          |           |           |          |          |          | 5.º  | 82     |
| 2013    | Team Rosberg                               | Audi RS5 DTM         | HOC Ret | BRH 21†   | SPL 15  | LAU 9     | NOR 17†  | MSC Ret   | NÜR 12    | OSC 10    | ZAN 14   | HOC 15   |          |          |           |           |          |           |           |          |          |          | 21.º | 3      |
| 2014    | Audi Sport Team Abt Sportsline             | Audi RS5 DTM         | HOC 22† | OSC 3     | HUN 4   | NOR 4     | MSC 9    | SPL 16    | NÜR 3     | LAU 16    | ZAN 4    | HOC 22†  |          |          |           |           |          |           |           |          |          |          | 5.º  | 68     |
| 2015    | Audi Sport Team Abt Sportsline             | Audi RS5 DTM         | HOC 1 4 | HOC 2     | LAU 1 2 | LAU 2 5   | NOR 1 11 | NOR 2 15  | ZAN 1 Ret | ZAN 2 Ret | SPL 1    | SPL 2 3  | MSC 1 6  | MSC 2 8  | OSC 1 19† | OSC 2 Ret | NÜR 1 2  | NÜR 2 Ret | HOC 1 Ret | HOC 2 3  |          |          | 4.º  | 143    |
| 2016    | Audi Sport Team Abt Sportsline             | Audi RS5 DTM         | HOC 1   | HOC 2 11  | SPL 1 3 | SPL 2 Ret | LAU 1 8  | LAU 2 12  | NOR 1     | NOR 2 8   | ZAN 1 17 | ZAN 2 3  | MSC 1 8  | MSC 2 6  | NÜR 1 4   | NÜR 2 1   | HUN 1    | HUN 2 19† | HOC 1 3   | HOC 2 1  |          |          | 2.º  | 202    |
| 2017    | Mercedes-AMG Motorsport BWT                | Mercedes-AMG C63 DTM | HOC 1 4 | HOC 2 13  | LAU 1 7 | LAU 2 11  | HUN 1 9  | HUN 2 11  | NOR 1 8   | NOR 2 3   | MSC 1 13 | MSC 2 10 | ZAN 1 12 | ZAN 2 12 | NÜR 1 7   | NÜR 2 16  | SPL 1 9  | SPL 2 17  | HOC 1 5   | HOC 2 9  |          |          | 14.º | 61     |
| 2018    | SILBERPFEIL Energy Mercedes-AMG Motorsport | Mercedes-AMG C63 DTM | HOC 1 4 | HOC 2 Ret | LAU 1   | LAU 2 11  | HUN 1 5  | HUN 2 DSQ | NOR 1     | NOR 2     | ZAN 1 13 | ZAN 2 8  | BRH 1 8  | BRH 2 17 | MIS 1 3   | MIS 2     | NÜR 1 13 | NÜR 2 11  | SPL 1 16  | SPL 2 10 | HOC 1 10 | HOC 2 13 | 5.º  | 140    |
| Fuente: |                                            |                      |         |           |         |           |          |           |           |           |          |          |          |          |           |           |          |           |           |          |          |          |      |        |

- † El piloto se retiró, pero se clasificó al completar el 90% de la distancia de carrera del ganador.

### Fórmula E
(Clave) (negrita indica pole position) (cursiva indica vuelta rápida)

| Año     | Equipo                 | 1       | 2       | 3       | 4      | 5       | 6       | 7       | 8       | 9       | 10      | 11      | 12      | 13      | 14      | 15      | 16      | Pos. | Puntos |
| ------- | ---------------------- | ------- | ------- | ------- | ------ | ------- | ------- | ------- | ------- | ------- | ------- | ------- | ------- | ------- | ------- | ------- | ------- | ---- | ------ |
| 2017-18 | Venturi Formula E Team | HKG 7   | HKG 2   | MAR 17† | SAN 13 | MEX 8   | PDE 17  | ROM 10  | PAR 13  | BER     | ZUR Ret | NYC     | NYC     |         |         |         |         | 13.º | 29     |
| 2018-19 | Venturi Formula E Team | ALD 19  | MAR 13  | SAN 4   | MEX 3  | HKG 1   | SNY 13  | ROM Ret | PAR Ret | MON Ret | BER 11  | BRN Ret | NYC Ret | NYC Ret |         |         |         | 14.º | 52     |
| 2019-20 | ROKiT Venturi Racing   | DIR 7   | DIR 4   | SAN Ret | MEX 8  | MAR 5   | BER 17  | BER 8   | BER 14  | BER 14  | BER 8   | BER 10  |         |         |         |         |         | 14.º | 41     |
| 2020-21 | ROKiT Venturi Racing   | DIR 2   | DIR DNS | ROM Ret | ROM 4  | VAL Ret | VAL 9   | MON 12  | PUE 3   | PUE 1   | NYC 14  | NYC 17  | LON 9   | LON 11  | BER 2   | BER Ret |         | 2.º  | 92     |
| 2021-22 | ROKiT Venturi Racing   | DIR 6   | DIR 1   | MEX 5   | ROM 7  | ROM Ret | MON Ret | BER 1   | BER 2   | YAK 3   | MAR 1   | NYC 9   | NYC 10  | LON 18  | LON 13  | SEÚ Ret | SEÚ 1   | 3.º  | 169    |
| 2022-23 | Maserati MSG Racing    | MEX Ret | DIR Ret | DIR 9   | HYD 10 | CAB Ret | SÃO Ret | BER 9   | BER 22  | MON 11  | YAK 6   | YAK 8   | PRT Ret | ROM Ret | ROM 4   | LON 5   | LON 11  | 14.º | 39     |
| 2023-24 | Mahindra Racing        | MEX 13  | DIR 15  | DIR 11  | SÃO 12 | TOK DSQ | MIS Ret | MIS 13  | MON Ret | BER 8   | BER 16  | SHA Ret | SHA 13  | PRT 4   | PRT Ret | LON 5   | LON Ret | 16.º | 29     |
| 2024-25 | Mahindra Racing        | SÃO 5   | MEX 19  | YED 7   | YED 10 | MIA 5   | MON 4   | MON 12  | TOK 6   | TOK 12  | SHA Ret | SHA 19  | YAK 2   | BER 3   | BER 11  | LON 6   | LON Ret | 9.º  | 88     |
| Fuente: |                        |         |         |         |        |         |         |         |         |         |         |         |         |         |         |         |         |      |        |